# Pritchard Peak
Der Pritchard Peak ist ein über 1800 m hoher Berg im Australischen Antarktis-Territorium. Er ragt 5 km südöstlich des Saburro Peak in den Ravens Mountains der Britannia Range auf.
Das Advisory Committee on Antarctic Names benannte den Berg im Jahr 2001 nach dem Marion Graham Pritchard Jr. (* 1945), zunächst Vize-Kommandierender und später Kommandierender des 109. Airlift Wing bei der Einsatzübertragung der Lockheed C-130 von der United States Navy zur Air National Guard.